# Gezachw Yossef
Gezachw Yossef (ur. 1 stycznia 1975) – izraelski lekkoatleta, długodystansowiec.

## Osiągnięcia
- zwycięstwo w biegu na 5000 metrów podczas II ligi Pucharu Europy (Bańska Bystrzyca 2008)
- 8. lokata na halowych mistrzostw Europy (bieg na 3000 m, Turyn 2009)
- 1. miejsce w biegu na 3000 m podczas II ligi drużynowych mistrzostw Europy (Belgrad 2010)
- wielokrotny złoty medalista mistrzostw Izraela

## Rekordy życiowe
- bieg na 800 metrów – 1:47,91 (1998)
- bieg na 1000 m – 2:24,49 (1998) rekord Izraela
- bieg na 1500 m – 3:40,90 (2009) rekord Izraela
- bieg na 3000 m – 7:51,40 (2009) rekord Izraela
- bieg na 5000 m – 13:31,45 (2009) rekord Izraela
- bieg na 10 000 m – 28:37,48 (2010) rekord Izraela
- bieg na 800 metrów (hala) – 1:49,62[1] (2001) były rekord Izraela
- bieg na 1500 m (hala) – 3:49,19 (1998) rekord Izraela
- bieg na milę (hala) – 4:00,92[1] (2001) rekord Izraela
- bieg na 3000 m (hala) – 7:59,44 (2009)